# Ringbalk
Een ringbalk is een constructieonderdeel van een gebouw.

## Situering
Een ringbalk is een aaneengesloten en doorlopende balk, meestal uit gewapend beton, die verankerd wordt aan een muurdeel om weerstand te bieden aan de spatkrachten bij onder meer een koepelgewelf.
Een ringbalk kan ook geplaatst worden om de muurdelen van een gebouw te verbinden en alzo te verstevigen. De houten muurplaat verankerd aan een onderliggende gemetselde muur waar de kepers aan bevestigd worden, heeft dezelfde functie. 